# ستيفان كونزي
ستيفان كونزي (بالألمانية: Stefan Kunze)‏ هو عالم موسيقى وأستاذ جامعي ألماني، ولد في 10 فبراير 1933 في أثينا في اليونان، وتوفي في 3 أغسطس 1992 في برن في سويسرا.

## وصلات خارجية
- ستيفان كونزي على موقع ميوزك برينز (الإنجليزية)
- ستيفان كونزي على موقع ديسكوغز (الإنجليزية)